# Кавкі (Куявсько-Поморське воєводство)
Кавкі (пол. Kawki, нім. Hermannsruhe) — село в Польщі, у гміні Боброво Бродницького повіту Куявсько-Поморського воєводства.
Населення — 400 осіб (2011).
У 1975-1998 роках село належало до Торунського воєводства.

## Демографія
Демографічна структура станом на 31 березня 2011 року:
|          | Загалом | Допрацездатний вік | Працездатний вік | Постпрацездатний вік |
| -------- | ------- | ------------------ | ---------------- | -------------------- |
| Чоловіки | 213     | 49                 | 144              | 20                   |
| Жінки    | 187     | 37                 | 111              | 39                   |
| Разом    | 400     | 86                 | 255              | 59                   |